# David Efianayi
David Tinsley Efianayi jr. (Manchester, 19 dicembre 1995) è un cestista statunitense con cittadinanza nigeriana.

## Carriera
Dopo aver trascorso la carriera universitaria presso la Gardner-Webb University, nel 2019 firma il primo contratto professionistico con i Bakken Bears, con cui vince la Coppa nazionale e il campionato. Resta in Danimarca anche nella stagione successiva, trasferendosi all'Horsens IC; il 22 giugno 2021 passa al Denain, militante nella seconda serie francese. Il 4 luglio 2022 viene firmato dall'Hapoel Be'er Sheva.

## Palmarès
- Campionato danese: 1

Bakken Bears: 2019-20
- Coppa di Danimarca: 1

Bakken Bears: 2020
- Balkan International Basketball League: 1

Hapoel Be'er Sheva: 2022-2023